# Lijst van voetbalinterlands IJsland - Liechtenstein
Deze lijst van voetbalinterlands is een overzicht van alle officiële voetbalwedstrijden tussen de nationale teams van IJsland en Liechtenstein. De landen  hebben tot op heden elf keer tegen elkaar gespeeld. De eerste wedstrijd, een kwalificatiewedstrijd voor het Wereldkampioenschap voetbal 1998, werd gespeeld op 20 augustus 1997 in Eschen. De laatste ontmoeting, een kwalificatiewedstrijd voor het Europees kampioenschap voetbal 2024, vond plaats op 16 oktober 2023 in Reykjavik.

## Wedstrijden
| №  | Plaats    | Datum            | Competitie           | Wedstrijd               | Uitslag |
| -- | --------- | ---------------- | -------------------- | ----------------------- | ------- |
| 1  | Eschen    | 20 augustus 1997 | WK 1998 kwalificatie | Liechtenstein − IJsland | 0 − 4   |
| 2  | Reykjavik | 11 oktober 1997  | WK 1998 kwalificatie | IJsland − Liechtenstein | 4 − 0   |
| 3  | Reykjavik | 2 juni 2007      | EK 2008 kwalificatie | IJsland − Liechtenstein | 1 − 1   |
| 4  | Vaduz     | 17 oktober 2007  | EK 2008 kwalificatie | Liechtenstein − IJsland | 3 − 0   |
| 5  | La Manga  | 11 februari 2009 | Vriendschappelijk    | IJsland − Liechtenstein | 2 − 0   |
| 6  | Reykjavik | 11 augustus 2010 | Vriendschappelijk    | IJsland − Liechtenstein | 1 − 1   |
| 7  | Reykjavik | 6 juni 2016      | Vriendschappelijk    | IJsland − Liechtenstein | 4 − 0   |
| 8  | Vaduz     | 31 maart 2021    | WK 2022 kwalificatie | Liechtenstein − IJsland | 1 − 4   |
| 9  | Reykjavik | 11 oktober 2021  | WK 2022 kwalificatie | IJsland − Liechtenstein | 4 − 0   |
| 10 | Vaduz     | 26 maart 2023    | EK 2024 kwalificatie | Liechtenstein − IJsland | 0 − 7   |
| 11 | Reykjavik | 16 oktober 2023  | EK 2024 kwalificatie | IJsland − Liechtenstein | 4 − 0   |

## Samenvatting
| Competitie        | Totaal gespeeld | Winst IJsland | Gelijk | Winst Liechtenstein | Doelsaldo IJsland – Liechtenstein |
| ----------------- | --------------- | ------------- | ------ | ------------------- | --------------------------------- |
| WK-kwalificatie   | 4               | 4             | 0      | 0                   | 16 − 1                            |
| EK-kwalificatie   | 4               | 2             | 1      | 1                   | 12 − 4                            |
| Vriendschappelijk | 3               | 2             | 1      | 0                   | 7 − 1                             |
| Totaal            | 11              | 8             | 2      | 1                   | 35 − 6                            |

## Details

### Derde ontmoeting
| EK 2008 kwalificatie (Reykjavik, IJsland, 2 juni 2007):       |       |                    |
| IJsland                                                       | 1 – 1 | Liechtenstein      |
| Brynjar Gunnarsson 27'                                        | goals | 69' Raphael Rohrer |
| - Debuut van Michele Polverino (FC Vaduz) voor Liechtenstein. |       |                    |

### Vierde ontmoeting
| EK 2008 kwalificatie (Vaduz, Liechtenstein, 17 oktober 2007): |       |         |
| Liechtenstein                                                 | 3 – 0 | IJsland |
| Mario Frick 28' Thomas Beck 80' Thomas Beck 82'               | goals |         |

### Zesde ontmoeting
| Vriendschappelijk (Reykjavik, IJsland, 11 augustus 2010): |       |                       |
| IJsland | 1 – 1 | Liechtenstein         |
| Rúrik Gíslason 20' | goals | 69' Michael Stocklasa |
| - Debuut van Ólafur Snorrason (FH Hafnarfjörður) voor IJsland. - Debuut van Cengiz Bicer (Mersin İdmanyurdu SK), Sandro Wieser (FC Basel) en Nicolas Hasler (USV Eschen/Mauren) voor Liechtenstein. |       |                       |

KSÍ · A-internationals · Bondscoaches · Statistieken · IJslands vrouwenelftal · Olympisch elftal · IJsland U21 · IJsland U20 · IJsland U19 · IJsland U18 · IJsland U17 · IJsland U16 · Vrouwen U17
1946 – 1949 · 1950 – 1959 · 1960 – 1969 · 1970 – 1979 · 1980 – 1989 · 1990 – 1999 · 2000 – 2009 · 2010 – 2019 · 2020 − 2029
EK 2016
WK 2018
1946 · 1947 · 1948 · 1949 · 1950 · 1951 · 1952 · 1953 · 1954 · 1955 · 1956 · 1957 · 1958 · 1959 · 1960 · 1961 · 1962 · 1963 · 1964 · 1965 · 1966 · 1967 · 1968 · 1969 · 1970 · 1971 · 1972 · 1973 · 1974 · 1975 · 1976 · 1977 · 1978 · 1979 · 1980 · 1981 · 1982 · 1983 · 1984 · 1985 · 1986 · 1987 · 1988 · 1989 · 1990 · 1991 · 1992 · 1993 · 1994 · 1995 · 1996 · 1997 · 1998 · 1999 · 2000 · 2001 · 2002 · 2003 · 2004 · 2005 · 2006 · 2007 · 2008 · 2009 · 2010 · 2011 · 2012 · 2013 · 2014 · 2015 · 2016 · 2017 · 2018 · 2019 · 2020 · 2021 · 2022 · 2023 · 2024
Albanië ·
Andorra ·
Argentinië ·
Armenië ·
Azerbeidzjan ·
Bahrein ·
België ·
Bermuda ·
Bolivia ·
Bosnië en Herzegovina ·
Brazilië ·
Bulgarije ·
Canada ·
Chili ·
China ·
Cyprus ·
Denemarken ·
DDR ·
Duitsland ·
El Salvador ·
Engeland ·
Estland ·
Faeröer ·
Finland ·
Frankrijk ·
Georgië ·
Ghana ·
Griekenland ·
Guatemala ·
Honduras ·
Hongarije ·
Ierland ·
India ·
Iran ·
Israël ·
Italië ·
Japan ·
Kazachstan ·
Koeweit ·
Kosovo ·
Kroatië ·
Letland ·
Liechtenstein ·
Litouwen ·
Luxemburg ·
Malta ·
Mexico ·
Moldavië ·
Montenegro ·
Nederland ·
Nigeria ·
Noord-Ierland ·
Noord-Macedonië ·
Noorwegen ·
Oeganda ·
Oekraïne ·
Oostenrijk ·
Peru · 
Polen ·
Portugal ·
Qatar ·
Roemenië ·
Rusland ·
San Marino ·
Saoedi-Arabië ·
Schotland ·
Slovenië ·
Slowakije ·
Sovjet-Unie ·
Spanje ·
Trinidad en Tobago ·
Tsjechië ·
Tsjecho-Slowakije ·
Tunesië ·
Turkije ·
Venezuela ·
Verenigde Arabische Emiraten ·
Verenigde Staten ·
Wales ·
Wit-Rusland ·
Zuid-Afrika ·
Zuid-Korea ·
Zweden ·
Zwitserland
Argentinië (2018) ·
Engeland (2016) · 
Hongarije (2016) ·
Kroatië (2018) ·
Nigeria (2018) · 
Portugal (2016)
LFV · A-internationals · Bondscoaches · Statistieken · Liechtensteins vrouwenelftal · Liechtenstein U21 · Liechtenstein U19 · Liechtenstein U18 · Liechtenstein U17 · Liechtenstein U16
1980 – 1989 ·
1990 – 1999 ·
2000 – 2009 ·
2010 – 2019 ·
2020 − 2029
1981 · 
1982 · 
1983 · 
1984 · 
1985 · 
1986 · 
1987 · 
1988 · 
1989 · 
1990 · 
1991 · 
1992 · 
1993 · 
1994 · 
1995 · 
1996 · 
1997 · 
1998 · 
1999 · 
2000 · 
2001 · 
2002 · 
2003 · 
2004 · 
2005 · 
2006 · 
2007 · 
2008 · 
2009 · 
2010 · 
2011 · 
2012 ·
2013 ·
2014 ·
2015 ·
2016 ·
2017 ·
2018 ·
2019 ·
2020 ·
2021 ·
2022 ·
2023 ·
2024
Albanië ·
Andorra ·
Armenië ·
Australië ·
Azerbeidzjan ·
België ·
Bosnië en Herzegovina ·
China ·
Denemarken ·
Duitsland ·
Engeland ·
Estland ·
Faeröer ·
Finland ·
Georgië ·
Gibraltar ·
Griekenland ·
Hongarije ·
Hongkong ·
Ierland ·
IJsland ·
Indonesië ·
Israël ·
Italië · 
Kaapverdië ·
Kroatië ·
Letland ·
Litouwen ·
Luxemburg ·
Malta ·
Moldavië ·
Montenegro ·
Nederland ·
Noord-Ierland ·
Noord-Macedonië ·
Oostenrijk ·
Polen ·
Portugal ·
Qatar ·
Roemenië ·
Rusland ·
San Marino ·
Saoedi-Arabië ·
Schotland ·
Slowakije ·
Spanje ·
Thailand ·
Togo ·
Tsjechië ·
Turkije ·
Verenigde Staten ·
Wales ·
Wit-Rusland ·
Zweden ·
Zwitserland